# Walt Kuhn
Pour les articles homonymes, voir Kuhn.
Walt Kuhn (1877-1949) est un artiste peintre et critique d'art américain, connu entre autres pour être l'un des principaux organisateurs de l'Armory Show en 1913, qui inaugura l'art moderne aux États-Unis.

## Biographie
Issu d'un milieu ouvrier, formé à l'Institut Polytechnique de l'université de New York (Brooklyn) où il entre en 1893, Walt Kuhn part ensuite s'établir en 1899 à San Francisco et devient dessinateur pour le magazine satirique The Wasp.
En 1901, il décide de s'installer à Paris, s'inscrit à l'Académie Colarossi, puis rejoint Munich où il s'inscrit cette fois à la Königliche Kunstgewerbeschule (KGS). Là, il reçoit l'enseignement de Heinrich von Zügel, un proche de l'école de Barbizon. Durant ces deux années en Europe, il visite les Pays-Bas, Venise, découvre l'impressionnisme et le post-impressionnisme.
De 1903 à 1910, il est caricaturiste à New York pour des supports comme Life et The New York World.
Sa première exposition personnelle a lieu en 1909 et il se lie d'amitié avec le peintre Arthur Bowen Davies.
En 1911, il rejoint l'Association of American Painters and Sculptors, qui décide de se démarquer de la National Academy, en organisant une vaste exposition internationale d'art ouverte aux nouvelles tendances.
Durant l'année 1912, il voyage en Europe à la recherche de différents contacts pour inviter un maximum d'artistes : durant l'été il visite la Sonderbund de Cologne et noue des liens avec Alfred Flechtheim. Collectionneurs, propriétaires de galeries et créateurs signent un accord de principe avec lui, tandis qu'il est rejoint par Arthur Bowen Davies et croise Walter Pach à Paris. Le 17 février 1913, l'Armory Show est inauguré à Manhattan, l'exposition connaît un succès, surtout grâce à une presse polémique. Le succès est également au rendez-vous à Chicago puis à Boston durant les semaines qui suivent.
Walt Kuhn devient ensuite le conseiller artistique de l'avocat et collectionneur John Quinn.
Dans les années 1920, il devient professeur à l'Art Students League of New York.
En 1931, il entreprend un nouveau voyage en Europe en compagnie des époux Harriman, mais il se tient à l'écart des modernes tels Pablo Picasso ou Fernand Léger : à la fin de sa vie, Kuhn se sentait plus proche des tenants du réalisme américain, se détournant peu à peu de ses amis.